# کیریچنکوف
کیریچنکوف (انگلیسی: Kirichenkov) یک شهرک در بخش آلکسیفسکی استان بلگورود کشور روسیه است.